# Lista över svenska miljardärer (2017)
Det här är en lista över svenska miljardärer 2017, räknat i svenska kronor (SEK).

## Svenska miljardärer 2017
| Nr  | Namn                         | Bor                   | Källa till rikedom                      |
| --- | ---------------------------- | --------------------- | --------------------------------------- |
| 1   | Ingvar Kamprad               | Älmhult               | Ikea                                    |
| 2   | Stefan Persson               | Djursholm             | Hennes & Mauritz                        |
| 3   | Hans Rausing                 | Sussex                | Tetra Pak · Arctic Services AG          |
| 4   | Fredrik Paulsen              | Lausanne              | Ferring                                 |
| 5   | Jörn Rausing                 | Surrey                | Tetra Pak                               |
| 6   | Melker Schörling             | Stockholm             | Hexagon · Securitas · Assa              |
| 7   | Antonia Ax:son Johnson       | Upplands Väsby        | Axel Johnson AB                         |
| 8   | Finn Rausing                 | Stockholm             | Tetra Pak                               |
| 9   | Kirsten Rausing              | Suffolk               | Tetra Pak                               |
| 10  | Ane Uggla                    | Stockholm             | A.P. Møller-Mærsk A/S                   |
| 11  | Dan Sten Olsson              | Göteborg              | Stenakoncernen                          |
| 12  | Fredrik Lundberg             | Djursholm             | Lundbergföretagen                       |
| 13  | Bertil Hult                  | Luzern                | EF Education                            |
| 14  | Gustaf Douglas               | Åkersberga            | Latour · Wasatornet · Securitas         |
| 15  | Carl Bennet                  | Västra Frölunda       | Bennetgruppen · Getinge                 |
| 16  | Liselott Tham                | Djursholm             | Hennes & Mauritz                        |
| 17  | Stefan Olsson                | London                | Stenakoncernen                          |
| 18  | Markus Persson               | Stockholm             | Mojang                                  |
| 19  | Torbjörn Törnqvist           | Genève                | Gunvor International BV                 |
| 20  | Karl-Johan Persson           | Stockholm             | Hennes & Mauritz                        |
| 21  | Tom Persson                  | Stockholm             | Hennes & Mauritz                        |
| 22  | Charlotte Söderström         | Stockholm             | Hennes & Mauritz                        |
| 23  | Daniel Ek                    | Stockholm             | Spotify                                 |
| 24  | Martin Lorentzon             | Stockholm             | Spotify                                 |
| 25  | Madeleine Olsson-Eriksson    | Göteborg              | Stenakoncernen                          |
| 26  | Erik Selin                   | Göteborg              | Balder                                  |
| 27  | Eric Douglas                 | Stockholm             | Latour · Wasatornet · Securitas         |
| 28  | Carl Douglas                 | Åkersberga            | Latour · Wasatornet · Securitas         |
| 29  | Thomas Sandell               | New York              | Castlerigg                              |
| 30  | Niklas Zennström             | London                | Skype                                   |
| 31  | Sten Åke Lindholm            | Lausanne              | Biltema                                 |
| 32  | Katarina Martinson           | Stockholm             | Lundbergföretagen                       |
| 33  | Louise Lindh                 | Stockholm             | Lundbergföretagen                       |
| 34  | Erik Paulsson                | Båstad                | Peab · Brinova                          |
| 35  | Rune Andersson               | Sösdala               | Mellby Gård                             |
| 36  | Mathias Kamprad              | London                | Ikano                                   |
| 37  | Jonas Kamprad                | London                | Ikano                                   |
| 38  | Peter Kamprad                | London                | Ikano                                   |
| 39  | Elisabeth Douglas            | Åkersberga            | Wasatornet · Latour                     |
| 40  | Ian Lundin                   | Genève                | Lundin Petroleum                        |
| 41  | Hans Wallenstam              | Pixbo                 | Wallenstam                              |
| 42  | Karl-Johan Blank             | Skara                 | Jula                                    |
| 43  | Sven-Olof Johansson          | Stockholm             | Fastpartner                             |
| 44  | Christer Gardell             | Stockholm             | Cevian Capital                          |
| 45  | Lukas Lundin                 | Genève                | Lundingruppen                           |
| 46  | Nico Mordasini               | Genève                | Lundingruppen                           |
| 47  | Mona Hamilton                | Genève                | Lundingruppen                           |
| 48  | Eva Lundin                   | Genève                | Lundingruppen                           |
| 49  | Cristina Stenbeck            | Stockholm             | Kinnevik                                |
| 50  | Johan Eliasch                | London                | Head/Tyrolia                            |
| 51  | Rutger Arnhult               | Lidingö               | M2-Gruppen                              |
| 52  | Rolf Lundström               | Mölndal               | Provobis                                |
| 53  | Jonas af Jochnick            | Bryssel               | Oriflame                                |
| 54  | Robert Weil                  | Stockholm             | Proventus                               |
| 55  | Sven Norfeldt                | Göteborg              | Dunross                                 |
| 56  | Margareta Wallenius-Kleberg  | Ekerö                 | Walleniusrederierna                     |
| 57  | David Mindus                 | Stockholm             | Sagax                                   |
| 58  | Sten Mörtstedt               | London                | CLS Holdings                            |
| 59  | Jakob Porsér                 | Danderyd              | Mojang                                  |
| 60  | Jenny Lindén Urnes           | Stockholm             | Lindéngruppen                           |
| 61  | Dan Olofsson                 | Malmö                 | Epsilon · Sigma                         |
| 62  | Christer Brandberg           | Stjärnhov             | Axis                                    |
| 63  | Håkan Eriksson               | Bromma                | Ferronordic                             |
| 64  | Johan Claesson               | Kalmar                | CA-koncernen                            |
| 65  | Magnus Claesson              | Crans-Montana         | CA-koncernen                            |
| 66  | Björn Savén                  | Danderyd              | IK Investment Partners                  |
| 67  | Patrik Brummer               | Stockholm             | Brummer & Partners                      |
| 68  | Bengt Ågerup                 | Genève                | Q-Med                                   |
| 69  | Bengt Bengtsson              | Göteborg              | Siba                                    |
| 70  | Gerald Engström              | Skinnskatteberg       | Systemair                               |
| 71  | Fredrik Wester               | Stockholm             | Paradox Interactive                     |
| 72  | Fredrik Paulsson             | Båstad                | Peab                                    |
| 73  | Stina von der Esch           | Västerljung           | Fenix Outdoor                           |
| 74  | Felix Hagnö                  | Djursholm             | Spotify · Cell Ventures · Tradedoubler  |
| 75  | Mikael Ståhl                 | Kimstad               | Henry Ståhl Fastigheter                 |
| 76  | Bicky Chakraborty            | Stockholm             | Elite Hotels                            |
| 77  | Sebastian Knutsson           | Stockholm             | King Digital Entertainment              |
| 78  | Lars Wingefors               | Karlstad              | THQ Nordic                              |
| 79  | Erik Penser                  | Oxfordshire           | Erik Penser                             |
| 80  | Sven Hagströmer              | Stockholm             | Investment AB Öresund · Avanza          |
| 81  | Robert af Jochnick           | Djursholm             | Oriflame                                |
| 82  | Martin Gren                  | Malmö                 | Axis                                    |
| 83  | Gerard De Geer               | London                | Brunswick Investments Ltd               |
| 84  | Martin Andersson             | Thailand              | Brunswick Investments Ltd               |
| 85  | Sophie Stenbeck              | Los Angeles           | Kinnevik                                |
| 86  | Hugo Stenbeck                | New York              | Kinnevik                                |
| 87  | Fredrik Rapp                 | Lidingö               | Pomonagruppen                           |
| 88  | Eva Hamrén-Larsson           | London                | Lundbergföretagen                       |
| 89  | Hans Kristian Rausing        | London                | Tetra Pak                               |
| 90  | Sigrid Rausing               | London                | Tetra Pak · Arctic Services AG          |
| 91  | Per Josefsson                | Stockholm             | Brummer & Partners                      |
| 92  | Peter Thelin                 | Stockholm             | Brummer & Partners                      |
| 93  | Annika Bootsman-Kleberg      | Ekerö                 | Walleniusrederierna                     |
| 94  | Jonas Kleberg                | Stockholm             | Walleniusrederierna                     |
| 95  | Jan Bengtsson                | Danderyd              | Hennes & Mauritz                        |
| 96  | Lisbet Rausing               | London                | Tetra Pak · Arctic Services AG          |
| 97  | Per Sandberg                 | Bjärred               | Sandberg Development                    |
| 98  | Lars Markgren                | Stocksund             | King Digital Entertainment              |
| 99  | Mats Qviberg                 | Lidingö               | Investment AB Öresund                   |
| 100 | Staffan Salén                | Djursholm             | Salénia                                 |
| 101 | Karl Perlhagen               | Djursholm             | Volito · Cross Pharma                   |
| 102 | Karl Hedin                   | Smedjebacken          | AB Karl Hedin                           |
| 103 | Nils Tham                    | Stockholm             | Hennes & Mauritz                        |
| 104 | Carl Tham                    | Stockholm             | Hennes & Mauritz                        |
| 105 | Lina Tham von Heidenstam     | Stockholm             | Hennes & Mauritz                        |
| 106 | Rikard Svensson              | Västerås              | Arvid Svensson Invest                   |
| 107 | Fredrik Svensson             | Västerås              | Arvid Svensson Invest                   |
| 108 | Max Martin                   | Los Angeles/Stockholm | Låtskrivare                             |
| 109 | Anders Bodin                 | Stockholm             | Anders Bodin Fastigheter                |
| 110 | Erik Ryd                     | Hongkong              | Hobbex · Hop Lun                        |
| 111 | Torbjörn Bäck                | Kalv                  | Gekås                                   |
| 112 | Thomas Karlsson              | Ullared               | Gekås                                   |
| 113 | Patrik Hannell               | Falkenberg            | Hannells Holding                        |
| 114 | Laurent Leksell              | Stockholm             | Elekta                                  |
| 115 | Jens von Bahr                | Stockholm             | Evolution Gaming                        |
| 116 | Fredrik Österberg            | Djursholm             | Evolution Gaming                        |
| 117 | Victor Jacobsson             | Stockholm             | Klarna                                  |
| 118 | Sebastian Siemiatkowski      | Stockholm             | Klarna                                  |
| 119 | Niklas Adalberth             | Stockholm             | Klarna                                  |
| 120 | Åke Bonnier                  | Skara                 | Bonnier                                 |
| 121 | Gösta Welandson              | Smålandsstenar        | Weland AB                               |
| 122 | Gert-Erik Lindquist          | Markaryd              | Nibe                                    |
| 123 | Nils-Olov Jönsson            | Hovås                 | Vätterledens Invest AB                  |
| 124 | Ulf Eklöf                    | Norrköping            | Stadium                                 |
| 125 | Stefan Bengtsson             | Danderyd              | Hennes & Mauritz                        |
| 126 | Pontus Bonnier               | Stockholm             | Bonnier                                 |
| 127 | Agneta Wallenstam            | Lerum                 | Wallenstam                              |
| 128 | Harald Mix                   | Stockholm             | Altor                                   |
| 129 | Joakim Alm                   | Stockholm             | Alm Equity                              |
| 130 | Robert Andreen               | Stockholm             | Nordic Capital                          |
| 131 | Bo Larsson                   | Nydala                | Trioplast                               |
| 132 | Carl Manneh                  | Stockholm             | Mojang                                  |
| 133 | Bo Göransson                 | London                | Intrum Justitia                         |
| 134 | Lars Corneliusson            | Moskva                | Ferronordic                             |
| 135 | Conni Jonsson                | Stockholm             | EQT                                     |
| 136 | Michael Knutsson             | Göteborg              | Betsson · Net Entertainment             |
| 137 | Fredrik Palmstierna          | Stockholm             | Latour                                  |
| 138 | Anders Berntsson             | Göteborg              | Danbro Holding · Wallenstam             |
| 139 | Erik Eberhardson             | Moskva                | Ferronordic                             |
| 140 | Benny Andersson              | Stockholm             | Abba · Littlestar                       |
| 141 | Pär Sandå                    | Fort Lauderdale       | Pan Capital                             |
| 142 | Leif Gustavsson (företagare) | Markaryd              | Nibe                                    |
| 143 | Ludvig Strigeus              | Göteborg              | Spotify                                 |
| 144 | Dag Landvik                  | Saltsjö-Boo           | Fagerdala World Foams                   |
| 145 | Anders Ström                 | London                | Unibet                                  |
| 146 | Bengt Hjelm                  | Höllviken             | Nibe                                    |
| 147 | Peter Lindell                | Stockholm             | Lerit Förvaltning · Paradox Interactive |
| 148 | Anders Forsgren              | Enebyberg             | Rusta                                   |
| 149 | Bengt-Olov Forssell          | Uppsala               | Rusta                                   |
| 150 | Per Hamberg                  | Stockholm             | Betsson · Net Entertainment             |
| 151 | Filip Engelbert              | Lidingö               | Avito                                   |
| 152 | Jonas Nordlander             | Stockholm             | Avito                                   |
| 153 | Anna Benjamin                | Stockholm             | Itab                                    |
| 154 | Björn Ulvaeus                | Djursholm             | Abba                                    |
| 155 | Fabienne Gustafsson          | Djursholm             | JCE-Gruppen                             |
| 156 | Hampus Ericsson              | Kungsbacka            | JCE-Gruppen                             |
| 157 | Sven Philip-Sörensen         | Gloucestershire       | Securitas                               |
| 158 | Martin Nordin                | Schweiz               | Fenix Outdoor                           |
| 159 | Karl-Otto Bonnier            | Stockholm             | Bonnier                                 |
| 160 | Carl-Henric Svanberg         | London                | Volvo/BP                                |
| 161 | Patrik Wahlén                | Djursholm             | Volati                                  |
| 162 | Torsten Jansson              | Kosta                 | New Wave Group                          |
| 163 | Claes Mellgren               | Torshälla             | AQ Group                                |
| 164 | Per Olof Andersson           | Västerås              | AQ Group                                |
| 165 | Anita Paulsson               | Båstad                | Peab                                    |
| 166 | Henrik Persson Ekdahl        | Malta                 | Catena Media · Optimizer Invest         |
| 167 | Thomas Eldered               | Västerhaninge         | Recipharm                               |
| 168 | Petter Fägersten             | Bankeryd              | Itab                                    |
| 169 | Zlatan Ibrahimović           | Los Angeles           | Fotboll                                 |
| 170 | Patrik Stymne                | Enskede               | King Digital Entertainment              |
| 171 | Staffan Persson              | Stockholm             | Netonnet · Unibet                       |
| 172 | Johan Löf                    | Djursholm             | Raysearch                               |
| 173 | Mats Paulsson                | Båstad                | Peab · Brinova                          |
| 174 | Helena Ek Tidstrand          | Saltsjöbaden          | Clas Ohlson                             |
| 175 | Eva Bonnier                  | Stockholm             | Bonnier                                 |
| 176 | Jan Söderberg                | Lund                  | Ratos · Söderbergföretagen              |
| 177 | Per-Olof Söderberg           | Stockholm             | Ratos · Söderbergföretagen              |
| 178 | Bo Jesper Hansen             | Schweiz               | Karolinska Development                  |
| 179 | Johan Edlund                 | Stockholm             | Heba                                    |
| 180 | Thomas Hartwig               | Lidingö               | King Digital Entertainment              |
| 181 | Filip Tysander               | Stockholm             | Daniel Wellington                       |
| 182 | Elisabeth Jancke Brandberg   | Djursholm             | Axis                                    |
| 183 | Leif Kristensson             | Rönnäng               | K-Svets Ventures · Icomera              |
| 184 | Lennart Grebelius            | Göteborg              | Sätila of Sweden                        |
| 185 | Henric Wiman                 | Bromma                | Wallenstam                              |
| 186 | Gun Boström                  | Torekov               | Nolato                                  |
| 187 | Max Hansson                  | Visby                 | Payex                                   |

      Ny på listan 2017